# 擊壤村
擊壤村（英語：Kik Yeung Tsuen），是位於香港新界元朗區大陂頭的一條已拆卸村落，1955年落成，於1982年清拆，只有27年歷史。擊壤村的原範圍覆蓋朗屏邨南面小部份、富來花園和俊賢坊遊樂場。擊壤村原是十八鄉鄉事委員會的成員。

## 歷史
自20世紀初起，從廣州一帶來港的貧民於元朗新墟和大橋村之間的一片曠地搭建木屋居住和設立工場，是為廣興園。和平後，廣興園已發展成十八條大小街道，有數十間店舖，159間木屋，400多戶共2,600多人居住。1947年，商紳黃福康購入該幅地皮。1950年代初，業主計劃清拆十八街發展新式市場和樓宇，居民組織「元朗廣興園十八街巷反對遷拆聯會」與業主周旋，進行多次談判。十八街大部份居民不願意遷進黃氏新建的平房大廈，即泰豐街康樂樓，認為徙置單位太小及不利農商業，要求業主按1951年承諾於原址分階段重建新平房。清拆期限於1954年年底屆滿，業主訴諸田土廳以法律解決事件，期間有地盤工人與居民發生衝突。1955年1月，居民與業主和元朗理民官惠柳新經過多番磋商終獲得安置方案，部份居民按原定計劃遷入康樂樓；另一批居民自建新村，由業主承擔搬遷費用七萬多元，政府則撥出大陂頭九龍巴士廠（現今元朗廣場）後面的官地建村。1955年1月，新村興建工程動工，分四期進行。廣興園原址後來重建成康莊市場，於1957年開幕。
擊壤村村名出自農民歌謠《擊壤歌》，寄語村落安居樂業、自給自足。擊壤村坐落於橫洲河（又名大陂頭河）河畔鹹田壆，面積約有16萬平方呎，四周是鹹水稻田和魚塘。村口有小路連接元朗大馬路，路口即為元朗肉商聯合屠場。擊壤村建有121間用沙磚堆砌的單層瓦頂平房，可容納1,000多名居民入住。大部份平房為每兩間相連，每間平房有廚房、睡房、客廳和天井，有電力和自來水供應，村內有公廁。政府發出臨時官地牌照予擊壤村，居民須每年繳交牌費。1955年6月2日，擊壤村舉行開村典禮，由新任元朗理民官李作新主持，港督葛量洪爵士亦曾於當日早上巡視新村。1957年，擊壤村舉行村務大會選出正副村長，並正式加入十八鄉鄉事委員會。
1960年，中華基督教會元朗堂從元朗舊墟遷到擊壤村，真光小學新校舍亦於1963年在村內落成。1969年，擊壤村成立花炮會，多年來組織村民參與元朗十八鄉天后寶誕會景巡遊，有飄色、舞獅、花車表演。

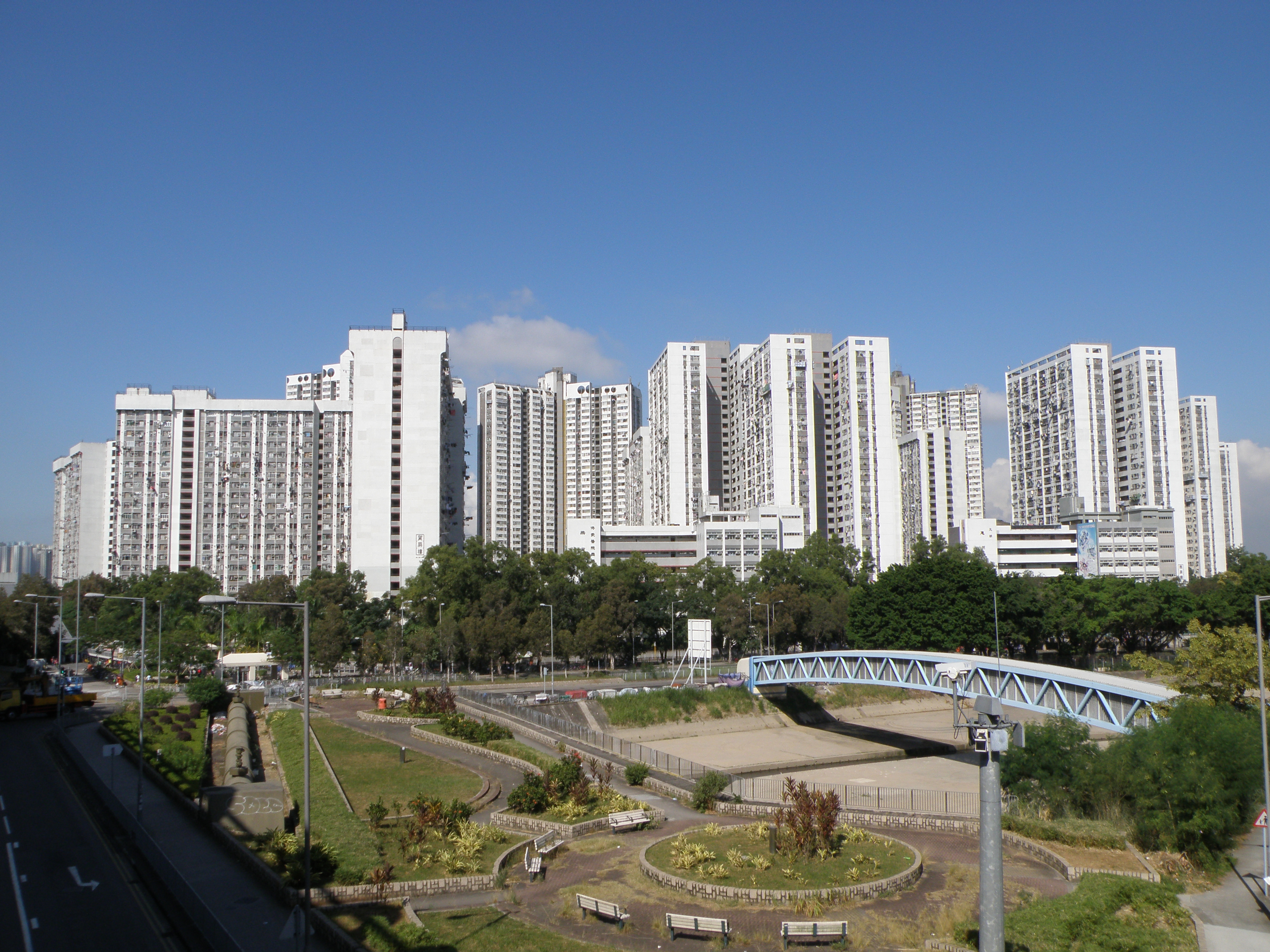
朗屏邨悅屏樓周圍是擊壤村北村原址

擊壤村為處低窪地帶，受水災困擾，居民自發築提和建水閘保障性命財產。1963年，政府計劃興建元朗主明渠、元朗北明渠及道路，橫洲河將改道，須清拆擊壤村十二間村屋，擊壤村一分為二，渠上有行人橋連接兩村。政府最初只為此等臨時房屋提供英泥和白米作賠償，沒有任何安置安排，百多名居民面臨流離失所的威脅。經居民向各界申訴後，清拆村屋減至七間，受影響居民在北村重建家園。1969年，政府因擴建馬路再清拆三間村屋，受影響居民徙置到元朗新區。1960年代末，擊壤村村口一帶土地被用作新市鎮發展，政府將現今元朗（西）巴士總站旁的一條道路命名為擊壤路，而該路路口正正是擊壤村建村時從元朗大馬路進村的村路入口。
1981年，政府宣佈將收回擊壤村全部地皮，發展公共房屋。居民曾要求政府撥地重置村落，但政府以土地屬官地為由拒絕，並決定將大部份村民安置到新落成的水邊圍邨，有些安置在臨時房屋區。1982年4月，大批居民因不滿房屋署賠償聚集在村口抗議，與在場警員對峙，清拆行動不成功。1982年6月，南北兩村相繼清拆，有131戶共558人、一間商店、11個工場、兩個豬欄、 12個雞場受影響，居民再度激烈抗議並與清拆人員發生衝突，有村民被抬走。擊壤村北村地段後來建成朗屏邨，南村地段則建成富來花園和俊賢坊遊樂場。

## 知名居民
- 鄭煜文：恆香老餅家創辦人[38]